# F-1 Dream
F-1 Dream est un jeu vidéo de course de formule 1 développé par Capcom et édité par Capcom et Romstar en avril 1988 sur système d'arcade 68000 Based, puis porté en 1989 sur PC-Engine,.